# Salvador (Lanao del Norte)
Salvador ist eine philippinische Stadtgemeinde in der Provinz Lanao del Norte. Sie hat 31.845 Einwohner (Zensus 1. August 2015).

## Baranggays
Salvador ist administrativ in 25 Baranggays unterteilt.
| - Barandia - Bulacon - Buntong - Calimodan - Camp III - Curva-Miagao - Daligdigan - Kilala - Mabatao - Madaya - Mamaanon - Mapantao - Mindalano | - Padianan - Pagalongan - Pagayawan - Panaliwad-on - Pangantapan - Pansor - Patidon - Pawak - Poblacion - Saumay - Sudlon - Inasagan |